# Molinillo (kommun)
Molinillo är en kommun i Spanien.   Den ligger i provinsen Provincia de Salamanca och regionen Kastilien och Leon, i den centrala delen av landet, 190 km väster om huvudstaden Madrid. Arean är 6,8 kvadratkilometer. Molinillo gränsar till Santibáñez de la Sierra och franskspråkiga Wikipedia. 
Terrängen i Molinillo är kuperad norrut, men söderut är den platt.